# Wladilen Alexandrowitsch Trenogin
Wladilen Alexandrowitsch Trenogin (russisch Владилен Александрович Треногин; * 12. August 1931 in Kyschtym, Russland; † 28. September 2013) war ein russischer Mathematiker und Hochschullehrer.

## Leben

### Eltern, Kindheit, Schulzeit
Trenogins Vater, Alexander Fedorowitsch Trenogin, war Handwerker, wurde 1941 an die Front eingezogen und starb 1942 bei Stalingrad.
Seine Mutter Eugenie Jakowlewna, geborene Michalewa, war Tochter eines Priesters.
Sie studierte an der Staatlichen Universität Perm und arbeitete als Lehrerin für Geschichte.
Trenogin schloss 1950 die Schule in Uschhorod mit einer Goldmedaille ab.

### Studium und Promotion
Trenogin schloss sein Studium 1955 an der mechanisch-mathematischen Fakultät der Lomonossow-Universität Moskau mit Auszeichnung ab.
Während seines Studiums besuchte er Vorlesungen der berühmten Mathematiker Pawel Sergejewitsch Alexandrow, Alexander Gennadjewitsch Kurosch, Wiktor Wladimirowitsch Nemyzki, Nina Karlowna Bari, Lasar Aronowitsch Ljusternik, Israel Moissejewitsch Gelfand, Alexei Iwanowitsch Markuschewitsch, Nikolai Gurjewitsch Tschetajew und Eugene Dynkin.
Trenogin gehörte zu den hervorragenden Studenten seines Kurses.
Unter seinen Kommilitonen befanden sich die später berühmt gewordenen Mathematiker Nikolai Sergejewitsch Bachwalow, Michail Michailowitsch Lawrentjew und Oleg Wladimirowitsch Bessow.
Nach seinem Studium ging Trenogin an das Moskauer Institut für Physik und Technologie.
Hier arbeitete er in einer Gruppe zusammen mit Wassili Sergejewitsch Wladimirow, Sergei Michailowitsch Nikolski, Lew Wassiljewitsch Owsjannikow, Jewgeni Frolowitsch Mischtschenko, Nikita Nikolajewitsch Moissejew und Mark Neumark.
Viele Wissenschaftler des Steklow-Instituts für Mathematik arbeiteten mehrere Jahre an diesem Institut.
1960 promovierte Trenogin an der Lomonossow-Universität Moskau bei Lasar Aronowitsch Ljusternik mit einer Arbeit zum Thema: Некоторые вопросы теории функциональных и дифференциальных уравнений в банаховых пространствах (deutsch: Einige Fragen der Theorie der Funktionalgleichungen und Differentialgleichungen in Banachräumen).

### Ämter
Trenogin war Professor am Moskauer Institut für Physik und Technologie.
Er war einer der führenden Mathematiker an der Nationalen Universität für Forschung und Technologie MISiS. Trenogin war Mitglied des wissenschaftlich-methodischen Rates für Mathematik im Wissenschaftsministerium, Mitglied der Gesellschaft für Angewandte Mathematik und Mechanik und korrespondierendes Mitglied der Nationalen Akademie der Angewandten Wissenschaften Russlands.

### Werke
Trenogin schrieb mehrere Bücher und über 200 Veröffentlichungen.
Besondere Beachtung fand sein Buch zur Funktionalanalysis, das mehrere Neuauflagen, die letzte 2002, erlebte.
Sein Buch Theorie der Losungsverzweigung bei Nichtlinearen Gleichungen wurde ins Deutsche und ins Englische übersetzt.
Unter anderen schrieb Trenogin Bücher mit seinen Memoiren und mit Erinnerungen an seine Begegnungen mit vielen berühmten Wissenschaftlern, darunter ein Buch über seine Erinnerungen an Andrei Nikolajewitsch Tichonow.
Trenogin war Mitautor der Encyclopaedia of Mathematics.
Schwerpunkte der Forschungsarbeit von Trenogin waren die Funktionalanalysis, die Nichtlineare Optimierung, nichtlineare Operatoren, Bifurkation und Näherungsverfahren zur Lösung nichtlinearer Probleme.

## Auszeichnungen
- 2012 wurde Trenogin vom Präsidenten der Russischen Föderation mit dem Ehrenorden Auszeichnung für die erzielten Arbeitserfolge und die langjährige fruchtbare Arbeit ausgezeichnet (Орден Почёта).[6]
- 1985 erhielt er den Preis des Ministeriums für Hochschulbildung der UdSSR für die beste wissenschaftliche Arbeit zur Vereinheitlichung und Standardisierung von Stahl- und Legierungsqualitäten; dritter Platz.
- 1990 erhielt er den Preis des Ministeriums für Hochschulbildung der UdSSR für die beste methodische Arbeit für die Schaffung eines Kurses auf dem Gebiet der Funktionalanalysis für technische Universitäten; erster Platz.[3]

## Veröffentlichungen

### Monografien
- Problèmes et exercices d'analyse fonctionnelle (deutsch: Probleme und Übungsaufgaben zur Funktionalanalysis), Moskau: Ed. Mir, 1987, zusammen mit B. M. Pisarievski und T. S. Sóboleva; spanische Ausgabe: Problemas y ejercicios de análisis funcional, Moskau: MIR, 1987
- Функциональный Анализ (deutsch: Funktionalanalysis), 1993, ISBN 978-5020148918; französische Ausgabe: Analyse fonctionnelle, Moskau: Ed. Mir, 1985
- Morduchaj Moiseevič Vajnberg, Vladilen Aleksandrovič Trenogin, Reinhard Kluge (Herausgeber), Rolf Hünlich (Übersetzer): Theorie der Losungsverzweigung bei Nichtlinearen Gleichungen, Mathematische Lehrbücher und Monographien II Band 32, 1973; englische Ausgabe: Theory of Branching of Solutions of Nonlinear Equations, 1974, Wolters-Noordhoff B.V., ISBN 978-9001882808

### Artikel
- On the theory of abstract elliptical equations containing a singular perturbation, Lecture Notes in Math. 1977. V. 594. S. 482–490
- Regularisation of computation of branching solutions of nonlinear equations, Lecture Notes in Math. 1977. V. 594. S. 491–505 (zusammen mit N. A. Sidorov)
- Potentiality, group symmetry and bifurcation equation in the theory of branching equation, Differential Integral Equations, 1990. V.3. No 1. S. 145–154 (zusammen mit N. A. Sidorav, B. V. Loginov)
- Solution of the multipoint problem and Green's function, Proceedings of the 22-nd Annual Iranian Mathematics Conference, Mashhad, Iran, 1991, ed. M.R.R. Moghaddam et al., Mashhad: Ferdowski Univ. of Mashhad, 1991. S. 149–160 (zusammen mit K. A. Hasseinov)
- Existence of bifurcation at presence of Jordan chin of an odd length, 1993 (zusammen mit N. A. Sidorav, B. V. Loginov)
- Branching equation of Andronov—Hopf bifurcation under group symmetryconditions, Chaos. 1997. V.7. No 2. S. 229–238 (zusammen mit B. V. Loginov)
- Group symmetry of bifurcation equation in dynamic branching, Z. Angew. Math. Mech. 1996. V. 76. No 2. S. 237–240 (zusammen mit B. V. Loginov)
- Bifurcation and stability in some problems of continua mechanics, Z. Angew. Math. 1996. V. 76. No 2. S. 241–244 (zusammen mit B. V. Loginov, P. A. Velmesov)
- Bifurcation, potentiality, group-theoretical and iterative methods, Z. Angew. Math. Mech. 1996. V. 76. No 2. S. 245–248 (zusammen mit N. A. Sidorov, B. V. Loginov)
- Bifurcation, symmetry and parameter continuation in some problems about capillary-gravity waves, Progress in Industrial Mathematics at ECMI-96, Copenhagen, Denmark, 1996, ed. M. Bronset al. Stuttgart: Teubner, 1997. S. 432–439 (zusammen mit B. V. Loginov, N. I. Carpova)
- Invertibility of nonlinear operators and parameter continuation method. Spectral and Scattering Theory, ed. A. Ramm. New York: Plenum Press, 1998. S. 189–197
- Invertibility of nonlinear operators and parameter continuation method, Abstr. ICM-98. Berlin, 1998. S. 160
- Abstract boundary value problems for operator equations. Operator Theory and its Applications, ed. A.G. Ramm et al. Providence, RI: Amer. Math. Soc., 2000. S. 509–521. (Fields Inst. Comm. V. 25.)
- Bifurcation equations and parameter continuation method. Nonlinear Dynamics, Chaos, Control and Times Series, Brasil, San-Paulo, 2000, ed. J. M. Balthazar. V. 5. S. 439–447
- Computation of one-parametric families of solutions of nonlinear equations, Proceedings of the Second ISAAC Congress. V. I. Dordrecht: Kluwer, 2000. S. 727–735
- Adjoint operators to nonlinear operators, Abstr. Functional Analysis, Valencia-2000